# サウス・ヨークシャー
サウス・ヨークシャー (South Yorkshire) はイングランドの都市カウンティ。ヨークシャー・アンド・ザ・ハンバーの最南端に位置し、2019年時点で人口は140.5万人、面積は1,552平方キロメートル (599 sq mi) 。

## 概要
サウス・ヨークシャー は、バーンズリー、ドンカスター 、ロザラム、シェフィールドの４つの大都市区で構成されている。 1972年地方行政法を受け、1974年4月1日に成立した  。
グレートブリテン島内陸部、ペナイン山脈の東側に位置する。西と南西はダービーシャー 、北西はウェスト・ヨークシャー 、北はノース・ヨークシャー、北東はイースト・ライディング・オブ・ヨークシャー、東はリンカンシャー 、南東はノッティンガムシャーに接している 。 シェフィールド都市圏はイギリスで10番目に人口の多い地域であり、サウス・ヨークシャーの西半分を占め、人口の半分以上が住んでいる。

## 歴史
先史時代の遺跡として、シェフィールド北部で、紀元前8000年頃の「家」（小屋の土台の形をした石の輪）が発見されている 。また、ダービーシャーの洞窟で発見された工芸品や壁画は、少なくとも12,800年以上前に作製されたと考えられている 。
紀元1世紀にはローマ帝国の侵入を受け、属州ブリタンニアの一部となった。
近代以降は、 鉱業と製鋼業を中心に発展した。主な鉱業は石炭で、北部と東部に集中していた。また、鉄鉱床も存在していた。 西部のペナイン川は、シェフィールドに集中している鉄鋼業を支えていた。鉄と石炭が近隣で採掘されるため、鉄鋼製造にとって理想的な場所であった。         
1972年地方行政法により、イングランド全土を都市および非都市カウンティとして区分することになり、1974年4月1日に正式に都市カウンティとしてのサウス・ヨークシャーが成立した。
1986年、サウス・ヨークシャー議会は廃止されたが、法律上は都市カウンティとして存在している 。サウス・ヨークシャーは典礼カウンティであり、統監と長官（High Sheriff）が置かれている。   

## 地理
ダービーシャー、ウェスト・ヨークシャー、ノース・ヨークシャー、イースト・ライディング・オブ・ヨークシャー、リンカンシャー、ノッティンガムシャーに隣接している。
西部にはペナイン山脈がそびえ、東部にはハンバーヘッド平原が広がっている。ペナイン山脈の外縁の石炭紀の岩による、丘、断崖、広い谷のあるなだらかな風景が見られる。
市街地、かつて繁栄した工業地帯、農地が混在している。 運河、道路、鉄道などの輸送ルートに沿った開発は、この地域の傑出した特徴であるが、産業化以前の景観と半自然の植生の一部がまだ残っている 。ペナイン山脈は、ほとんどがピークディストリクト国立公園内にあり、地形は、ほとんどが荒野の高原と砂岩で構成されている 。
主な河川は、ディアーン川、ロザー川、ドン川である。
サウス・ヨークシャー全体には1950年代からグリーン・ベルト（green belt）が整備されている。シェフィールド地区とバーンズリー地区の西端は、ピークディストリクト国立公園の境界に接している。 